# Kara Ahmed

Az Oszmán Birodalom vezíreinek címere

Kara Ahmed (azaz Fekete Ahmed) (Albánia, 15. század vége – Konstantinápoly, 1555. szeptember 29.) albán származású pasa, az Oszmán Birodalom nagyvezíre 1553. október 6-tól  1555. szeptember 28-án történt kivégzéséig. Az 1552. évi magyarországi megtorló hadjárat során szerdár, azaz hadtestparancsnok volt.

## Élete
Ő vezette a török hadsereget az 1552-es hadjáratban, elfoglalta Temesvárt. Az Ahmed vezette török seregek elől menekültek Ferdinánd magyar király zsoldoskatonái, és menekült a magyar lakosság is. Több magyar várat védelem nélkül a sorsukra hagytak. Ahmed seregének célja a Temes-vidék megszerzése volt, míg Hadim Alinak Hont és Nógrád várait kellett elfoglalnia, így biztosítva az utat a gazdag felvidéki bányavárosok felé. A hadjárat során elfoglalták Temesvárt, Veszprémet, Szécsényt, Hollókőt, Bujákot, Lippát, Lugost, Karánsebest, Drégelyt és több kisebb erősséget. Hadim Ali pasa Buda felől, Ahmed vezír pedig Erdély felől vonult fel. A két sereg Szolnok alatt egyesült. Kara Ahmed óriási hadával 1552. szeptember 2-án érkezett meg Szolnok alá.
A szolnoki vár őrsége csak 1400 fő volt, amely magyar, német, cseh és spanyol zsoldosokból állt, akik egymás között viszálykodtak. A vár kapitánya Nyáry Lőrinc nem tudott köztük fegyelmet tartani. Szeptember 3-án éjjel a vár őrsége kiszökött a várból. Szolnok sorsa így megpecsételődött. Nyáry Lőrinc kapitányt a vár feladása miatt később perbe fogták, hogy megbüntessék, de sikerült magát tisztáznia, így kegyelmet kapott.
Miután a szolnoki várat is elfoglalta, Ahmed Felső-Magyarország kapuja, Eger ellen fordult, de Egernél a magyar védők Dobó Istvánnal az élen megállították. Kara Ahmed végül 1552. október 17-én befejezte a hiábavaló ostromot. Ezzel az északi hadiút felszabadult és a felvidéki gazdag, védtelen bányavárosok is megmenekültek. Az európai hírű magyar diadal azt a politikai eredményt is hozta, hogy sikerült 1566-ig megállítani a további oszmán hódítást a Magyar Királyság ellen.
Mikor Szulejmán 1553-ban kivégeztette legidősebb fiát, Musztafa herceget, a katonák az akkori nagyvezírt, Szulejmán vejét, Rüsztem pasát okolták. A szultán ezért leváltotta hivatalából Rüsztemet, és sógora, Kara Ahmed lett az új nagyvezír. Két évvel később azonban Kara Ahmedet a szultán parancsára megfojtották, valószínűleg Szulejmán felesége, Hürrem szultána intrikáinak köszönhetően, ő ugyanis újra Rüsztem pasát szerette volna vezírként látni. Kara Ahmed pasa halála után újra Rüsztem lett a nagyvezír 1555-től 1561-ig, haláláig.
Kara Ahmed pasa felesége I. Szelim leánya, Szulejmán húga, Fatma szultána volt. Gyermekük nem ismert.